# 45
Het jaar 45 is het 45e jaar in de 1e eeuw volgens de christelijke jaartelling.

## Gebeurtenissen

### Italië
- Keizer Claudius benoemt Servius Sulpicius Galba tot proconsul (cf. gouverneur) van Africa, hij krijgt het bevel over Legio III Augusta en de auxilia (hulptroepen).

### Nederlanden
- Romeinse veldheer Publius Gabinius Secundus verslaat met het Legio X Gemina de opstandige Chauken aan de Neder-Rijn en krijgt als erenaam Chaucius .

### Palestina
- In Judea heerst hongersnood.

## Geboren
- Marcus Annius Verus, Romeins consul en staatsman (overleden 138)

## Overleden
- Thumelicus, zoon van de Germaanse veldheer Arminius